# El Jardín (kulle)
El Jardín är en kulle i Antarktis. Den ligger i Sydshetlandsöarna. Argentina, Chile och Storbritannien gör anspråk på området.
Terrängen runt El Jardín är huvudsakligen kuperad, men den allra närmaste omgivningen är platt. Havet är nära El Jardín norrut. Trakten är obefolkad. Det finns inga samhällen i närheten. 